# Мамаду Діакон
Мамаду Діакон (фр. Mamadou Diakhon, нар. 22 вересня 2005, Страсбур, Франція) — французький футболіст малійського походження, нападник клубу «Реймс».

## Ігрова кар'єра

### Клубна
Мамаду Діакон народився у Страсбурі. Займатися футболом почав у 2014 році в клубній академії «Реймса». Першу гру на дорослому рівні футболіст провів 27 травня 2023 року, коли у матчі чемпіонату Франції проти «Ліона» вийшов на заміну в кінці матчу. Після цього влітку 2023 року Діакон підписав з клубом перший професійний контракт.

### Збірна
У 2023 році Мамаду Діакон почав свої виступи на міжнародній арені в складі юнацьких збірних Франції.

## Досягнення
Реймс
- Фіналіст Кубка Франції: 2024/25[7]